# Radio Belgique
Radio Belgique (neerlandès, Radio België) va ser una emissió de ràdio clandestina transmesa des de Londres a la Bèlgica ocupada pels nazis durant la Segona Guerra Mundial. Va ser produït amb el suport del govern belga a l'exili i va formar part del Servei Europeu de la BBC.

## Antecedents
El 10 de maig de 1940, la Bèlgica neutral va ser envaïda per les forces alemanyes. Després de 18 dies de lluita, l'exèrcit belga, juntament amb el rei Leopold III de Bèlgica, es va rendir i el país va ser posat sota ocupació alemanya. El govern belga va fugir, primer cap a França i després cap al Regne Unit, on va formar un govern a l'exili a Londres. L'emissora nacional de ràdio belga, l'Institut National Belge de Radiodiffusion (INR) va veure sabotejats els seus transmissors i va ser prohibida pels alemanys tot i que molts dels empleats de l'INR van seguir el govern a Londres.

## Radio Belgique
Radio Belgique fou establerta el 28 de setembre de 1940 i retransmetia en francès i neerlandès. El servei en francès fou posat sota el control de Victor de Laveleye (antic ministre del Liberal), mentre que Jan Moedwil fou encarregat del servei en neerlandès. Es va fundar l'agència de premsa INTERBEL com a continuació de l'agència de premsa de la preguerra, BELGA.
El 14 de gener de 1941 l'ex ministre de gabinet belga Victor de Laveleye, conegut per inventar la campanya V per a la Victòria, es va convertir en el locutor a Radio Belgique i va començar a fomentar l'ús del símbol V a la Bèlgica ocupada. Va ser el responsable d'inventar un dels eslògans més notables de l'emissora "On les aura, les Boches" (We krijgen ze wel, de moffen" en neerlandès). En 1942 Charles de Gaulle va fer un discurs a Radio Belgique celebrant l'amistat franco-belga.
Tot i que prohibida pels ocupants alemanys, Radio Belgique era escoltada per una majoria de belgues, molt més que les emissores aprovades oficialment (com Radio Bruxelles), que transmetien propaganda alemanya. El periodista i antic membre de la resistència belga Paul Lévy també va treballar a Radio Belgique.
Els programes de Radio Belgique es van emetre en francès i neerlandès. Originalment, els programes s'metien de 21:00 a 21:15 cada vespre en francès i neerlandès en dies alterns, però a partir de la primavera de 1941, una edició matinal i un programa separat de 17:30 permetien almenys un en cada idioma al dia. Des de març de 1943, la BBC va emetre programes diàriament des de Radio Belgique a les 19:15 (en francès) i a les 20:30 (en neerlandès).

## Resposta alemanya
Reconeixent l'efecte potencial que podria tenir Radio Belgique sobre el control de la informació al país ocupat, els alemanys van crear ràpidament estacions de ràdio col·laboracionistes, també dirigides a l'audiència belga, utilitzant els actius restants de l'INR, la francòfona Radio Bruxelles i la neerlandesa Zender Brussel. Els alemanys van treure bloquejadors de ràdio per interrompre el senyal i van fer que escoltar Radio Belgique fos il·legal el desembre de 1940.

## Radiodiffusion National Belge
Durant les etapes posteriors de la Segona Guerra Mundial, el govern belga va patrocinar la creació d'una nova emissora de ràdio, Radiodiffusion National Belge (RNB), que retransmetia des de Londres, Nova York, i més tard des de Léopoldville al Congo Belga. Tanmateix, només es va començar a rebre a Bèlgica a partir del setembre de 1944 durant l'alliberament i poc després Radio Belgique va ser retirada de les ones.